# Katatonia
Katatonia je švedski heavy metal sastav koji su 1991. godine u Stockholmu osnovali Jonas Renkse i Anders Nyström. U početku je bio studijski projekt navedenog dua koji se njime koristio kako bi mogao svirati death metal. Zbog rastuće popularnosti grupa je počela nastupati s raznim koncertnim glazbenicima, no oni su se cijelo vrijeme mijenjali. Među poznatijim takvim glazbenicima tijekom 1990-ih bio je Mikael Åkerfeldt iz Opetha. Nakon dva death/doom albuma, Dance of December Souls (iz 1993.) i Brave Murder Day (iz 1996.), problemi s Renkesovim glasom, kao i novi glazbeni utjecaji nagnali su skupinu da napusti death metal i prikloni se tradicionalnijem, melodičnom obliku heavy metala. Objavila je još dva albuma, Discouraged Ones (iz 1998.) i Tonight's Decision (iz 1999.), prije nego što je tijekom 2000-ih postala kvintet. S tom je postavom sastav objavio još četiri albuma: Last Fair Deal Gone Down (iz 2001.), Viva Emptiness (iz 2003.), The Great Cold Distance (iz 2006.) i Night Is the New Day (iz 2009.); sa svakim navedenim uratkom počeo se odmicati od metala i dodavati elemente progresivnog rocka. Do novih izmjena u postavi došlo je 2010-ih, no Renkse i Nyström i dalje su ostali u grupi te tako objavili deveti i deseti studijski album, Dead End Kings (iz 2012.) i The Fall of Hearts (iz 2016.). Nakon promidžbene turneje za potonji album 2017. godine skupina je početkom 2018. pauzirala svoj rad, a ponovno se okupila u veljači 2019. godine.

## Povijest

### Rane godine (1991. – 1997.)
Sastav su 1991. godine osnovali Jonas Renkse i Anders Nyström kao vlastiti studijski projekt. Renkse je bio zaslužan za pjevanje, grube vokale i sviranje bubnjeva, dok je Nyström svirao bas-gitaru i gitaru. Renkse je bio glavni pisac tekstova, a Nyström glavni skladatelj pjesama. Navedeni su izvođači zajedno radili na glazbi još od 1987., ali su se njome počeli ozbiljno baviti 1991. godine, kad su počeli snimati svoj prvi uradak, demo Jhva Elohim Meth... The Revival. Budući da je u to vrijeme na članove grupe utjecao uspon death metala u Europi, taj uradak, kao i nekoliko naknadnih nosača zvuka koje je skupina objavila kasnije, pripadao je death/doom žanru. Demo je postao dovoljno uspješan u podzemnoj metal sceni da ga je manja diskografska kuća, Vic Records, ponovno objavila kao EP 1993. godine. Zbog novostečene popularnosti u sastav je ušao basist Guillaume Le Huche; ta je nova postava počela održavati koncerte i vratila se u studio kako bi snimila debitantski studijski album, Dance of December Souls, koji je bio objavljen krajem 1993. godine. Zbog melankoličnog i depresivnog prizvuka pjesama skupinu se počeo svrstavati pod death/doom.
Nakon promidžbene turneje za album trio je snimio još jedan EP, For Funerals to Come, koji je bio objavljen početkom 1995. godine. Međutim, Le Huche je napustio skupinu ubrzo nakon toga te se ona raspala na godinu dana jer nije mogla pronaći njegovu zamjenu; u to su se vrijeme Renkse i Nyström počeli baviti vlastitim projektima. Renkse je u to vrijeme s gitaristom Fredrikom Norrmanom osnovao novu grupu, October Tide. Nakon što je neko vrijeme radio na projektu s njim, Renkse je odlučio ponovno okupiti Katatoniju te je tako Norrman postao njezin novi treći član.
Skupina se ponovno okupila 1996. godine i iste je godine objavila drugi studijski album, Brave Murder Day. Osim toga što je Norrman svirao gitaru na tom albumu, sastav je pozvao i Renkseovog prijatelja, Mikaela Åkerfeldta iz grupe Opeth, da albumu pridonese grubim vokalima jer ih Renkse zbog medicinskih razloga više nije mogao izvoditi. Taj uradak, kao i EP Sounds of Decay, koji je ista postava objavila iduće godine, smatraju se posljednjim Katatonijinim uradcima u doom/death žanru te se sastav na naknadnim albumima počeo više baviti čistim vokalima. Kako bi podržala album, skupina je angažirala basista Mikaela Oretofta i otišla na svoju prvu europsku turneju, koju je održala s progresivnim metal sastavom In the Woods....

### Odmak od death metala (1998. – 1999.)
Iako je Renkse eksperimentirao s čistim, melodičnim vokalnim izričajem uz pratnju metal instrumetacije već 1994. godine na skladbi "Scarlet Heavens" (objavljenoj na ograničenoj inačici split albuma Katatonia/Primordial 1996. godine), skupina se u to vrijeme još nije osjećala spremnom potpuno posvetiti takvom glazbenom stilu. Ipak, na koncu se ipak odlučila početi baviti njime nakon objave EP-a Sounds of Decay i radi želje za stvaranjem osjećajnije glazbe. Prvi uradak na kojem je taj stil bio prisutan bio je EP Saw You Drown, objavljen početkom 1998. godine; na njemu se ponovno pojavila pjesma "Scarlet Heavens", koja je tad prvi put bila objavljena diljem svijeta. Kasnije te godine sastav je objavio prvi studijski album u tom stilu, pod imenom Discouraged Ones. 
Nakon objave uratka grupa je potpisala ugovor s Peaceville Recordsom, označivši tako svoju prvu suradnju s većom diskografskom kućom. K tome, Renkse se želio više posvetiti usavršavanju pjevanja te je zbog toga prestao svirati bubnjeve. Iako ju je Micke Oretoft napustio nakon objave Discouraged Onesa, Katatonia je nastavila postojati te je 1999. godine snimila i objavila četvrti studijski album, Tonight's Decision. Renkse i Nyström imali su poteškoće dok su radili na albumu te im je za samo skladanje pjesama bilo potrebno više od sedam mjeseca. Kad su počeli snimati uradak, u studio su kao gostujućeg bubnjara pozvali Dana Swana, koji je pomagao skupini u njezinom najranijem razdoblju. Iako na albumu nije bilo grubih vokala, sastav je zamolio Åkerfeldta da bude producent vokala, nešto za što je bio zaslužan i na Discouraged Onesu.
Nakon objave Tonight's Decisiona grupi je dodijalo tražiti studijske glazbenike i odlučila je poraditi na stvaranju trajne postave. Fredrick Norrman u nju je pozvao svojeg brata, basista Mattiasa Norrmana, dok joj se kao bubnjar pridružio Daniel Liljekvist.

### Čvrsta postava i međunarodna popularnost (2000. – 2009.)
Nakon što se postava učvrstila s Renkseom, Nyströmom, braćom Norrman i Liljekvistom, sastav je počeo raditi na svojem petom albumu, prvom od njih četiri koje će kvintet objaviti tog desetljeća. Iako problema s nestalnim članovima više nije bilo, snimanje je i dalje bilo problematično, ovog puta zbog ograničenog budžeta zbog kojeg članovi nisu mogli biti dugo u studiju. Grupa je zbog toga snimala dijelove albuma u više navrata od travnja do prosinca 2000. godine. Iako su prestanci i početci snimanja bili mučni, upravo zbog te je strategije skupina bila u mogućnosti prerađivati materijal dok nije snimala, nešto za što je kasnije izjavila da joj je pomoglo u oblikovanju albuma. Rezultirajući uradak, Last Fair Deal Gone Down, bio je objavljen u svibnju 2001. godine i označio je dodatni odmak od tradicionalnog heavy metala prema zvuku sličnijem hard rocku. Sastav je prije samog uratka odlučio objaviti EP Teargas, koji je u biti bio singl s naslovnom pjesmom i dvije dodatne skladbe. Još jedan EP koji je nastao u isto vrijeme kad i Last Fair Deal Gone Down, Tonight's Music, bio je objavljen ubrzo nakon samog albuma. Skupina je zaključila godinu europskom turnejom s Opethom te su Renkse i Nyström na nekim Opethovim nastupima bili gostujući pjevači kad je Åkerfeldt imao probleme s glasom.
Sredinom 2002. godine skupina je počela skladati materijal za šesti album i u listopadu iste godine ušla je u studio kako bi službeno počela snimati uradak. U travnju 2003. objavila je rezultirajući nosač zvuka, Viva Emptiness. Podržali su ga singl "Ghost of the Sun" i slično nazvana turneja Ghost of the Spring. Turneja, koja se održavala u Europi i tijekom koje je Katatoniji Daylight Dies bio predgrupa, održala se kako je bilo predviđeno, iako je grupa kasnije zbog bolesti morala otkazati nastup koji se trebao održati u lipnju u Njemačkoj, dok su koncerti na festivalima u srpnju bili otkazani zbog problema s neovisnom organizacijom. Album je bio vrlo uspješan i postao je prvi Katatonijin album koji se našao na službenim ljestvicama pojavivši se na 17. mjestu finske ljestvice albuma.
Sastav je proveo veći dio 2003. i 2004. godine na promidžbenoj turneji za album. Počeo je skladati materijal za sedmi studijski album već u listopadu 2004. godine, dok je šest mjeseci 2005. godine proveo u studiju snimajući uradak, ali s pauzama za dodatne koncerte. U to su vrijeme jedini novi uradci skupine bile dvije kompilacije: Brave Yester Days, kolekcija skladbi iz njezinog death metal doba sredinom 1990-ih, i The Black Sessions, zbirka pjesama iz vremena nakon što je napustila death metal. Iako je izvorno planirala album objaviti koncem 2005. godine, snimanje se nastavilo do kraja te godine te je tako objava morala biti odgođena za 2006. godinu. Taj album, pod imenom The Great Cold Distance, bio je objavljen u ožujku 2006. godine s popratnim singlovima "My Twin" i "Deliberation".
Katatonia je ponovo otišla na turneju te je njezin nastup na festivalu Summer Breeze Open Air 2006. godine bio zabilježen na koncertnom albumu Live Consternation, koji je bio objavljen 2007. godine. K tome, prva je sjevernoamerička turneja grupe uz izvođače Daylight Dies i Moonspell trajala od listopada do studenog 2006. godine. Turneja se nastavila održavati i 2007. godine, s time da se tijekom prve polovice te godine održavala u Europi, dok se tijekom druge odvijala u Sjevernoj Americi.
Nakon što je turnejom podržao The Great Cold Distance 2006. i 2007. godine, sastav je već početkom 2008. godine počeo raditi na novom uratku. Tijekom ljeta te godine već je dvaput bio rezervirao studio, ali je oba puta otkazao jer nije bio zadovoljan osmišljenim materijalom. Autorska blokada, prouzročena time što su članovi grupe bili pod pritiskom da trebaju objaviti album koji bi se mogao mjeriti s The Great Cold Distanceom, bila je glavni razlog sporijeg rada na albumu; The Great Cold Distance tad je bio uradak s kojim je postigla svoj najveći kritički i financijski uspjeh. Renkse i Nyström također su se pitali kojim bi se glazbenim stilom trebali baviti na njemu te su na koncu odlučili da će se približiti progresivnom rocku. Međutim, rad na albumu opet se odužio; skupina je nastavila skladati materijal i 2009. godine, ali u studio nije ušla sve do ljeta te godine. I u vrijeme snimanja nastavila je održavati koncerte te je na kraćoj europskoj turneji bila predgrupa Porcupine Treeju. Nakon više od tri i pol godine, u listopadu 2009. godine, grupa je objavila svoj osmi studijski album Night Is the New Day, dok je singl "Day and Then the Shade" bio objavljen mjesec dana ranije. Vrijeme utrošeno na album na kraju se isplatilo jer je uglavnom dobio pozitivne recenzije. PopMatters ga je nazvao drugim najboljim metal albumom 2009. godine.

### Promjene u postavi,Dead End KingsiThe Fall of Hearts(2010. – 2017.)
Ubrzo nakon objave Night is the New Dayja dogodila se prva promjena u postavi nakon deset godina; braća Norrman na miran su način napustili sastav, izjavivši da se žele usredotočiti na život kod kuće, a ne odlaziti na još međunarodnih turneja. Zamijenili su ih dugogodišnji tehničar za gitaru, gitarist Per Eriksson, i basist Niklas Sandin. U ožujku 2010. godine skupina je objavila EP The Longest Year, na kojem su se nalazile neobjavljene skladbe i alternativne inačice pjesama s Night is the New Dayja te koje su naknadno bile objavljene na posebnoj reizdanoj inačici albuma 2011. godine. Katatonia je potom otišla na turneju i pojavila se na festivalu Sonisphere u Ujedinjenom Kraljevstvu, ali je 2010. otišla i na sjevernoameričku turneju sa Swallow the Sunom, dok je na drugu sjevernoameričku turneju otišla 2001. godine s Opethom, koji je tad podržavao svoj novi album Heritage. Zaključila je godinu koncertom u prosincu kojim je proslavila svoju 20. godišnjicu postojanja, na kojem je svirala pjesme iz raznih dijelova svoje karijere i tijekom kojeg su joj se pridružili bivši članovi, među kojima su bili braća Norrman i Le Huche, kako bi s njima odsvirala određene pjesme.
Sastav je 30. siječnja 2012. ušao u studio kako bi snimio deveti studijski album. Rezultirajući uradak, Dead End Kings bio je objavljen u kolovozu te godine. Kako bi podržala nosač zvuka, grupa je s Devin Townsend Projectom otišla na zajedničku turneju "Epic Kings Idols Tour", koja se održala u rujnu u Sjevernoj Americi, nakon čega je u studenome iste godine s Alcestom i Juniusom otišla na europsku turneju "Dead Ends of Europe Tour". Za singl "Lethean" 18. veljače 2013. bio je objavljen glazbeni spot koji je režirao Lasse Hoile. U rujnu 2013. godine skupina je objavila Dethroned & Uncrowned, album koji je sadržavao akustične prerade skladbi s Dead End Kingsa. Financirala ga je diskografska kuća Burning Shed, ali i nabava iz mnoštva putem web-stranice PledgeMusic, tijekom koje je sastav dobio 190% zatraženih sredstava. Nakon toga 2014. je godine otišao na akustičnu turneju "The Unplugged & Reworked Tour" kako bi podržao uradak. Prije početka te je turneje na Dan prodavaonica ploča objavio EP bonus skladbi pod imenom Kocytean.
Godine 2014. Eriksson i Katatonia "odlučili su se razići" zbog "različitih pogleda na stvari" i radi Erikssonove želje za životom u Barceloni. Bruce Soord iz The Pineapple Thiefa privremeno je zamijenio Erikssona tijekom svibanjske turneje sastava, dok je sredinom te godine mjesto gitarista na neko vrijeme zauzeo Tomas Åkvik. Dugogodišnji bubnjar Liljekvist izašao je iz skupine u travnju 2014. zbog privatnih i financijskih razloga. Grupa je 31. ožujka 2015. objavila koncertni album Sanctitude. U studenom te godine objavila je da će njezin novi bubnjar biti Daniel Moilanen te da radi na novom albumu. Taj je album, The Fall of Hearts, bio objavljen 20. svibnja 2016. godine. Bio je to prvi Katatonijin uradak na kojemu je svirao novi bubnjar Daniel Moilanen, ali i novi gitarist Roger Öjersson, koji je zamijenio Erikssona. Radi promidžbe albuma bila su objavljena dva singla, "Old Heart Falls" i "Serein". Sastav je otišao i na turneju 2017. godine kako bi podržao album te je tijekom nje u ožujku počeo nastupati u Sjevernoj Americi.

### Pauza u radu i povratak (2018.–danas)
Skupina je najavila da će 2018. nakratko prestati s radom. Komentirala je da je krajem 2017. Öjersson završio u bolnici zbog ozbiljne leđne ozljede te da zbog toga i nekoliko ostalih neobjašnjenih teškoća treba na neko vrijeme napraviti pauzu i "razmotriti što joj nosi budućnost".
Tijekom veljače 2019. Katatonia je najavila svoj povratak i izjavila da će turnejom i deluxe inačicom uratka proslaviti desetu godišnjicu objave albuma Night Is the New Day. Godinu dana kasnije skupina je najavila jedanaesti studijski album, City Burials, i objavila prvi singl, "Lacquer".

## Glazbeni stil i utjecaji
Sastav je poznat po mijenjanju glazbenog stila tijekom cijele svoje karijere. Nyström je u intervjuu iz 2006. godine objasnio takav potez:
Definitivno smo metal grupa, ali ne postavljamo si granice i ograničenja kad je u pitanju naš zvuk. Ne pripadamo nužno nekom određenom podžanru metala. Samo sviramo mračnu i žestoku glazbu i pokušavamo biti dovoljno otvorena uma kako bismo mogli evoluirati i ostati odani sebi. Čast mi je reći da Katatonia ne zvuči kao nijedna druga skupina. Spretno smo izbjegli žanr gothic metala u koji većina sastava upadne prilikom mijenjanja svojeg glazbenog izričaja iz doom/death metala u nešto više melodično i sličnije rocku. Gravitiramo suvremenijem alternativnom zvuku koji je lišen svih kičeva i klišeja.

Na sličan je način Nyström opisao Katatonijine nastupe: 
Kad Jonas strastveno pjeva stihove o privatnim, mračnim i deprimirajućim stvarima i tijekom toga ga se optužuje za to da je frontmen protiv svoje volje, to mu sigurno katkad teško pada. Zapravo mislim da bi bilo nesročno pjevati o takvim stvarima i istovremeno trčati po pozornici, pokazivati rogove, smijati se i uzbuđivati publiku. Nismo energična power metal skupina. Smatram da povučenost i sramežljivost više dočaravaju koncept naših pjesama nego divlje ponašanje, ali imamo nekoliko pjesama, mahom na posljednja dva albuma, koje nisu baš sumorne, ali su i dalje mračne. Njima bolje pristaje agresivniji pristup.
Renkse je spomenuo da je Katatonia na početku bila nadahnuta raznim death metal grupama, među kojima su bili Morbid Angel, Entombed, Carnage, Autopsy i Paradise Lost te da je na nju pogotovo utjecao Gothic, album potonjeg izvođača. K tome, Renkse je nekoliko puta istaknuo da je na nju utjecao i rad američkog progresivnog metal sastava Tool. Nyström je kao nadahnuće skupini nakon njezinog death metal doba naveo rad Porcupine Treeja. U Katatonijinom dokumentarnom filmu Last Fair Day Gone Night iz 2011. godine Nyström je također spomenuo da su alternativni metal izvođači poput A Perfect Circlea i Mudvaynea utjecali na njezin žestok zvuk utemeljen na rifovima na jednoj žici, koji se prvi put pojavio na Viva Emptinessu iz 2003.

## Komentari ostalih glazbenika
Određeni su izvođači i sastavi naveli Katatoniju kao utjecajnu skupinu, a među njima su Agalloch, Nachtmystium, Andy Schmidt iz Disillusiona, Niklas Kvarforth iz Shininga, Klimt 1918, Marcela Bovio iz Stream of Passiona, Daylight Dies, Nucleus Torn, Khors, Marjana Semkina iz iamthemorninga, Wet, Vladimir Agafonkin iz Obiymy Doshchua, Nahemah, Forest Stream, Forgotten Tomb, Alex Vynogradoff iz Kauana, Bilocate, Maxime Côté iz Catuvolcusa, Nocturnal Depression, Last Leaf Down, Schizoid Lloyd i Pallbearer.
K tome, neki su glazbenici pohvalili Katatonijin rad, a među njima su Mark Jansen iz Epice, Luc Lemay iz Gorgutsa, Jim Matheos iz Fates Warninga, Esa Holopainen iz Amorphisa i Bruce Soord iz The Pineapple Thiefa.

## Članovi sastava
Trenutna postava
- Jonas Renkse – vokali, gitara, klavijature (1991. – 1994., 1996. – danas) bubnjevi (1991. – 1994., 1996. – 1998.)
- Anders Nyström – gitara, prateći vokali (1991. – 1994., 1996. – danas) bas-gitara, klavijature (1991. – 1993.)
- Niklas Sandin – bas-gitara (2010. – danas)
- Daniel Moilanen – bubnjevi (2015. – danas)
- Roger Öjersson – guitars (2016. – danas)

Bivši članovi
- Guillaume Le Huche – bas-gitara (1992. – 1994.)
- Fredrik Norrman – gitara (1996. – 2009.)
- Mikael Oretoft – bas-gitara (1997. – 1998.)
- Mattias Norrman – bas-gitara (1999. – 2009.)
- Daniel Liljekvist – bubnjevi (1999. – 2014.)
- Per Eriksson  – gitara (2010. – 2014.)

## Diskografija
Studijski albumi
- Dance of December Souls (1993.)
- Brave Murder Day (1996.)
- Discouraged Ones (1998.)
- Tonight's Decision (1999.)
- Last Fair Deal Gone Down (2001.)
- Viva Emptiness (2003.)
- The Great Cold Distance (2006.)
- Night is the New Day (2009.)
- Dead End Kings (2012.)
- The Fall of Hearts (2016.)
- City Burials (2020.)
- Sky Void of Stars (2023.)
- Nightmares as Extensions of the Waking State (2025.)